# Solanum confine
Solanum confine är en potatisväxtart som beskrevs av Michel Félix Dunal. Solanum confine ingår i släktet skattor som ingår i familjen potatisväxter. Inga underarter finns listade i Catalogue of Life.